# Hesperentomon guiyangense
Hesperentomon guiyangense är en urinsektsart som beskrevs av Tang och Yin 1991. Hesperentomon guiyangense ingår i släktet Hesperentomon och familjen Hesperentomidae. Inga underarter finns listade i Catalogue of Life.